# Ngankabe
Ngankabe ou Nga-nkabi (née vers 1800 et morte vers 1892-1893) est une membre des Banunu au Congo, commerçante d'ivoire, notable pour ses interactions avec les explorateurs et les missionnaires européens ,.

## Biographie
Ngankabe (née vers 1800) est une figure notable de l'histoire du Congo, particulièrement associée à la région de Mushie. Bien que souvent décrite comme la "reine ou cheffesse des Baboma" par certains récits historiques, elle n'appartient pas à la tribu des Baboma, mais plutôt à celle des Banunu, une petite tribu matriarcale distincte des Baboma. Elle résidait dans la basse Mfimi et sur la rive droite du Kwa-Kasayi en amont et en aval de Mushie, qui servait de centre à cette tribu,.

### Influence de Ngankabe
Elle n'avait pas de statut officiel de reine ou cheffesse, mais elle bénéficiait du titre honorifique chez les Banunu en raison de sa filiation au clan "Bantote", le clan des chefs de la tribu, en tant que fille de Ngazulu. De plus, elle était la mère de Bokoko, qui était le chef des Banunu à l'époque de l'arrivée des premiers Blancs, et avait d'autres enfants, dont Nkokombelo, la mère du grand chef Moba. L'influence de Ngankabi s'étendait au-delà de sa tribu en raison de son esprit d'entreprise. Elle était impliquée dans le commerce de l'ivoire avec les tribus de la Mfimi-Lukenie et celles du fleuve Congo, de Bolobo au Stanley Pool. Sa présence était telle que même une colonie de Banunu existait à Kintambo,.

### Rencontre avec Henri Morton Stanley
L'explorateur Stanley rencontra Ngankabe en 1882 lors de son voyage vers le lac Léopold II, la décrivant comme une femme déterminée et autoritaire. D'autres explorateurs, tels que Grenfell, Comber, et Sir Francis de Winton, visitèrent Mushie et firent l'éloge de l'accueil de Ngankabi. Elle avait également des relations cordiales avec les missionnaires de Berghe-Sainte-Marie, et elle signa un traité en 1891, s'engageant à accueillir favorablement les missionnaires et les agents de l'État,.

### Décès
Elle meurt vers la fin de 1892 ou au début de 1893 et est inhumée au cimetière du clan Bantote à Nkieme, sur une île du Kwa en aval de Mushie. Bien que Ngankabi ne fût pas une reine au sens traditionnel, son rôle dans le commerce, sa filiation au clan des chefs, et ses interactions avec les explorateurs et missionnaires en firent une figure notable de son époque,.